# Pseudopomyza flavitarsis
Pseudopomyza flavitarsis är en tvåvingeart som först beskrevs av Harrison 1959.  Pseudopomyza flavitarsis ingår i släktet Pseudopomyza och familjen Cypselosomatidae. Inga underarter finns listade i Catalogue of Life.